# 福井県道222号中井青井線
福井県道222号中井青井線（ふくいけんどう222ごう なかいあおいせん）は福井県小浜市内の国道と国道を結ぶ一般県道である。

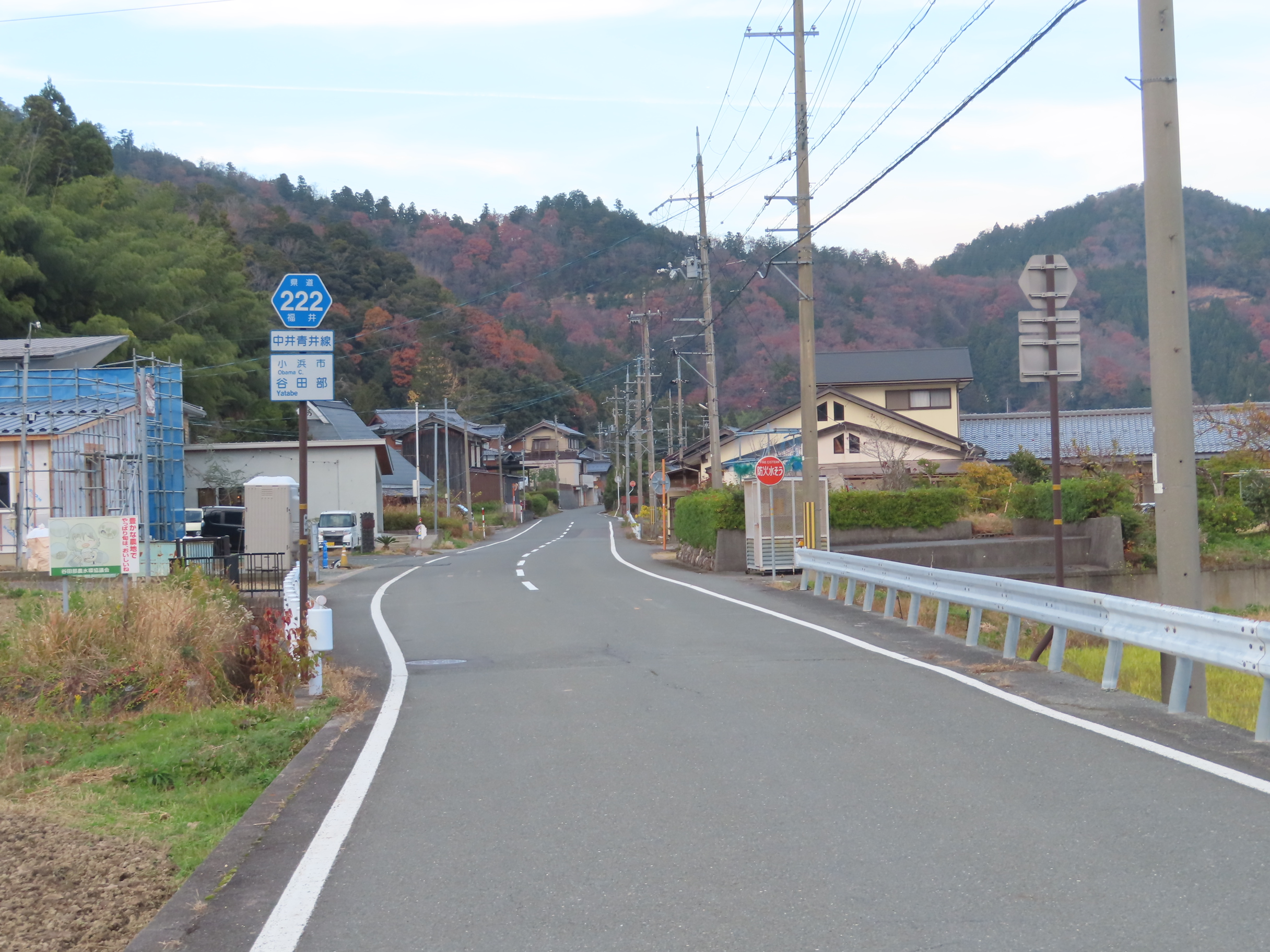
小浜市谷田部

## 路線概要
国道と国道を結ぶ役割を担う県道であるが、すぐ近くでこの222号が繋いでいる国道27号と国道162号が接続しているため、ほとんど存在意義の無い県道となってしまっている。また国道27号が海沿いを走るため、津波や高潮などから内陸部へ走る国道162号へ逃げるための避難路としての役割もあるが、この道路自体が南川の畔を走っているためどちらにしろ危険である。全体として存在が希薄な県道といえる道である。

### 路線データ
- 起点：福井県小浜市中井
- 終点：同市青井

## 路線状況
若干狭い片側一車線が確保された田舎の県道といった雰囲気の道である。上記した通り、国道同士を繋ぐ役割はあまり担えていないが、生活道路としての役割は十分に果たしている。特段走行しにくい箇所も無く、安全に走ることが出来る。渋滞等が起きることもほとんど無く信号機も少ないので、こちらの県道を使った方が早いこともある。

## 接続道路
- 国道27号（終点）
- 国道162号（起点）
- 若狭西部広域農道

## 沿線周辺
- 青井崎